# Journal of Clinical Anesthesia
Journal of Clinical Anesthesia is een internationaal, aan collegiale toetsing onderworpen wetenschappelijk tijdschrift op het gebied van de anesthesiologie. De naam wordt in literatuurverwijzingen meestal afgekort tot J. Clin. Anesth. Het wordt uitgegeven door Elsevier en verschijnt 8 keer per jaar.